# WordPress
WordPress je odprtokodni sistem za upravljanje vsebin ang. content management system (CMS). WordPress je uradni naslednik programa b2/cafelog, ki ga je razvil Michael Valdrigi. Ime WordPress je predlagal Christine Selleck, prijatelj glavnega razvijalca Matta Mullenwega. Zadnja različica programa WordPress je 6.8 izdana 15. aprila 2025.
Program je preveden v 60 jezikov, med katerimi je tudi slovenščina.
WordPress je v zadnjih letih se razvil iz sistema za blog za najpopularnejši sistem za postavljanje spletnih strani in spletnih trgovin. Kaj dela WordPress tako popularnega je ekosistem razvijalcev, kateri razvijajo vse mogoče funkcionalnosti v obliki vtičnikov in vizualne oblike spletnih mest v obliki predlog oziroma tem.